# Кубок Греції з футболу 2010—2011
Кубок Греції з футболу 2010—2011 — 69-й розіграш кубкового футбольного турніру в Греції. Титул здобув АЕК.

## Календар
| Раунд        | Дата                                           | Матчі | Клуби   |
| ------------ | ---------------------------------------------- | ----- | ------- |
| Перший раунд | 4-5 вересня 2010                               | 15    | 67 → 52 |
| Другий раунд | 15-16 вересня 2010                             | 18    | 52 → 34 |
| Третій раунд | 29 вересня 2010                                | 2     | 34 → 32 |
| 1/16 фіналу  | 26 жовтня - 3 листопада 2010                   | 16    | 32 → 16 |
| 1/8 фіналу   | 21-23 грудня 2010 12 січня 2011 (перегравання) | 8+2   | 16 → 8  |
| 1/4 фіналу   | 18-20 січня/2-3 лютого 2011                    | 4     | 8 → 4   |
| 1/2 фіналу   | 2/16 березня 2011                              | 4     | 4 → 2   |
| Фінал        | 30 квітня 2011                                 | 1     | 2 → 1   |

## Перший раунд
| Команда 1                     | Рахунок      | Команда 2                |
| ----------------------------- | ------------ | ------------------------ |
| 4 вересня 2010                |              |                          |
| Мегас Александрос Іраклея (3) | 1:1 пен. 3:0 | Паніліакос (3)           |
| Керавнос (Кератеа) (3)        | 0:1          | Аполлон (Смірніс) (3)    |
| Каллоні (3)                   | 0:1          | Аетос (Скидра) (3)       |
| Нікі (Волос) (3)              | 2:3 дч       | Роуф (3)                 |
| Родос (3)                     | 1:0          | Нафпактіакос Астерас (3) |
| 4 вересня 2010                |              |                          |
| Одіссеас (Анагеннісі) (3)     | 1:0          | Македонікос (3)          |
| Анагеннісі (Епаномі) (3)      | 1:0          | Іракліс (Псахна) (3)     |
| Візас (3)                     | 0:2          | Панахаїкі (3)            |
| Етнікос (Філіппіада) (3)      | 0:1          | Платаніас (3)            |
| Докса (Кранула) (3)           | 0:0 пен. 4:3 | Фокікос (3)              |
| Аяс Саламіна (3)              | 1:0 дч       | Закінф (3)               |
| Ая-Параскеві (3)              | 3:2          | Ханья (3)                |
| Корінтос (3)                  | 1:1 пен. 6:7 | Тирнавос 2005 (3)        |
| Козані (3)                    | 1:0          | Аспропиргос Енозіс (3)   |
| Понтіой Катеріні (3)          | 1:2          | Панегіаліос (3)          |

## Другий раунд
| Команда 1                     | Рахунок      | Команда 2                |
| ----------------------------- | ------------ | ------------------------ |
| 15 вересня 2010               |              |                          |
| Анагеннісі (Янниця) (3)       | 2:2 пен. 4:3 | Іонікос (2)              |
| Еордаїкос 2007 (3)            | 1:0          | Каллітея (2)             |
| Мегас Александрос Іраклея (3) | 0:1          | Верія (2)                |
| Анагеннісі (Епаномі) (3)      | 0:1          | Панетолікос (2)          |
| Платаніас (3)                 | 0:1          | Іліуполі (2)             |
| Аетос (Скидра) (3)            | 2:1          | Анагеннісі (Кардиця) (2) |
| Козані (3)                    | 1:0          | Трасивулос (2)           |
| Докса (Кранула) (3)           | 1:3          | Етнікос (Пірей) (2)      |
| Панегіаліос (3)               | 1:1 пен. 0:3 | Трикала (2)              |
| Аяс Саламіна (3)              | 0:0 пен. 0:3 | Пієрікос (2)             |
| Панахаїкі (3)                 | 1:0          | Левадіакос (2)           |
| Херсоніссос (3)               | 1:2          | ОФІ (2)                  |
| Ая-Параскеві (3)              | 0:1          | Етнікос (Астерас) (2)    |
| Родос (3)                     | 0:1 дч       | Діагорас (2)             |
| 16 вересня 2010               |              |                          |
| Аполлон (Смірніс) (3)         | 1:3 дч       | Пантракікос (2)          |
| Одіссеас (Анагеннісі) (3)     | 0:2          | ПАС Яніна (2)            |
| Роуф (3)                      | 2:1 дч       | Агротікас (Астерас) (2)  |
| Тирнавос 2005 (3)             | 0:0 пен. 4:2 | Докса Драма (2)          |

## Третій раунд
| Команда 1         | Рахунок | Команда 2           |
| ----------------- | ------- | ------------------- |
| 29 вересня 2010   |         |                     |
| Тирнавос 2005 (3) | 0:1     | Верія (2)           |
| Роуф (3)          | 1:2 дч  | Етнікос (Пірей) (2) |

## 1/16 фіналу
| Команда 1               | Рахунок      | Команда 2          |
| ----------------------- | ------------ | ------------------ |
| 26 жовтня 2010          |              |                    |
| Анагеннісі (Янниця) (3) | 1:3          | Атромітос          |
| Пієрікос (2)            | 1:3          | Астерас (Триполі)  |
| ОФІ (2)                 | 0:1 дч       | Олімпіакос (Волос) |
| Етнікос (Астерас) (2)   | 0:0 пен. 4:2 | Шкода Ксанті       |
| Етнікос (Пірей) (2)     | 0:1          | Лариса             |
| 27 жовтня 2010          |              |                    |
| Панахаїкі (3)           | 0:2          | Кавала             |
| Аетос (Скидра) (3)      | 0:2 дч       | Пансерраїкос       |
| Панетолікос (2)         | 0:2          | Іракліс            |
| ПАС Яніна (2)           | 1:0          | Ерготеліс          |
| Діагорас (2)            | 3:1          | Паніоніос          |
| Козані (3)              | 0:5          | Панатінаїкос       |
| Трикала (2)             | 1:1 пен. 4:2 | Аріс               |
| 28 жовтня 2010          |              |                    |
| Еордаїкос 2007 (3)      | 0:1 дч       | ПАОК               |
| Пантракікос (2)         | 1:5          | АЕК                |
| Верія (2)               | 0:1          | Керкіра            |
| 3 листопада 2010        |              |                    |
| Іліуполі (2)            | 0:1          | Олімпіакос (Пірей) |

## 1/8 фіналу
| Команда 1             | Рахунок | Команда 2          |
| --------------------- | ------- | ------------------ |
| 21 грудня 2010        |         |                    |
| Олімпіакос (Волос)    | 2:0     | Пансерраїкос       |
| Атромітос             | 1:0     | Кавала             |
| 22 грудня 2010        |         |                    |
| ПАОК                  | 2:1     | ПАС Яніна (2)      |
| Астерас (Триполі)     | 0:1     | Олімпіакос (Пірей) |
| Панатінаїкос          | 3:2     | Трикала (2)        |
| 23 грудня 2010        |         |                    |
| Етнікос (Астерас) (2) | 1:1     | Діагорас (2)       |
| Іракліс               | 1:1     | Керкіра            |
| Лариса                | 0:4     | АЕК                |

Перегравання
| Команда 1     | Рахунок      | Команда 2             |
| ------------- | ------------ | --------------------- |
| 12 січня 2011 |              |                       |
| Діагорас (2)  | 1:0          | Етнікос (Астерас) (2) |
| Керкіра       | 0:0 пен. 5:3 | Іракліс               |

## 1/4 фіналу
| Команда 1              | Заг. | Команда 2          | 1-й матч | 2-й матч |
| ---------------------- | ---- | ------------------ | -------- | -------- |
| 18 січня/3 лютого 2011 |      |                    |          |          |
| Керкіра                | 2:3  | Олімпіакос (Волос) | 0:2      | 2:1      |
| 19 січня/2 лютого 2011 |      |                    |          |          |
| Олімпіакос (Пірей)     | 1:2  | ПАОК               | 1:1      | 0:1      |
| Панатінаїкос           | 3:4  | АЕК                | 0:2      | 3:2      |
| 20 січня/3 лютого 2011 |      |                    |          |          |
| Атромітос              | 3:0  | Астерас (Триполі)  | 2:0      | 1:0      |

## 1/2 фіналу
| Команда 1         | Заг. | Команда 2          | 1-й матч | 2-й матч |
| ----------------- | ---- | ------------------ | -------- | -------- |
| 2/16 березня 2011 |      |                    |          |          |
| Атромітос         | 2:1  | Олімпіакос (Волос) | 2:1      | 0:0      |
| АЕК               | 1:0  | ПАОК               | 1:0      | 0:0      |

## Фінал
| 30 квітня 2011 20:30 (UTC+3) |

| Атромітос | 0:3      | АЕК                                |
| --------- | -------- | ---------------------------------- |
|           | Протокол | Ліберопулос 28' Баха 78' Кафес 85' |

| Олімпійський стадіон, Афіни Глядачів: 43 000 Арбітр: Анастасіос Какос |